# Olympische Sommerspiele 2012/Teilnehmer (Cookinseln)
| Gelbes Symbol für Goldmedaillen mit stilisierten Olympischen Ringen | Graues Symbol für Silbermedaillen mit stilisierten Olympischen Ringen | Braundes Symbol für Bronzemedaillen mit stilisierten Olympischen Ringen |
| ------------------------------------------------------------------- | --------------------------------------------------------------------- | ----------------------------------------------------------------------- |
| —                                                                   | —                                                                     | —                                                                       |

Die Cookinseln nahmen in London an den Olympischen Spielen 2012 teil. Es war die insgesamt siebte Teilnahme an Olympischen Sommerspielen. Das Cook Islands Sports and National Olympic Committee nominierte acht Athleten in fünf Sportarten.
Fahnenträgerin bei der Eröffnungsfeier war die Seglerin Helema Williams.

## Teilnehmer nach Sportarten

### Gewichtheben
| Athleten     | Wettbewerb        | Reißen  | Reißen | Stoßen  | Stoßen | Zweikampf | Zweikampf | Rang |
| Athleten     | Wettbewerb        | Gewicht | Rang   | Gewicht | Rang   | Gewicht   | Rang      | Rang |
| ------------ | ----------------- | ------- | ------ | ------- | ------ | --------- | --------- | ---- |
| Frauen       |                   |         |        |         |        |           |           |      |
| Luisa Peters | Klasse über 75 kg | 82 kg   | 12     | 100 kg  | 12     | 182 kg    | 12        | 12   |

### Kanu

#### Kanurennsport
| Athleten      | Wettbewerb | Vorlauf      | Vorlauf | Halbfinale    | Halbfinale    | Finale        | Finale        | Rang |
| Athleten      | Wettbewerb | Zeit         | Rang    | Zeit          | Rang          | Zeit          | Rang          | Rang |
| ------------- | ---------- | ------------ | ------- | ------------- | ------------- | ------------- | ------------- | ---- |
| Männer        |            |              |         |               |               |               |               |      |
| Joshua Utanga | K-1 200 m  | 38,966 s     | 18      | ausgeschieden | ausgeschieden | ausgeschieden | ausgeschieden | 18   |
| Joshua Utanga | K-1 1000 m | 4:32,064 min | 22      | ausgeschieden | ausgeschieden | ausgeschieden | ausgeschieden | 22   |

#### Kanuslalom
| Athleten      | Wettbewerb | Vorlauf  | Vorlauf | Halbfinale    | Halbfinale    | Finale        | Finale        | Rang |
| Athleten      | Wettbewerb | Zeit     | Rang    | Zeit          | Rang          | Zeit          | Rang          | Rang |
| ------------- | ---------- | -------- | ------- | ------------- | ------------- | ------------- | ------------- | ---- |
| Frauen        |            |          |         |               |               |               |               |      |
| Ella Nicholas | K-1        | 118,29 s | 18      | ausgeschieden | ausgeschieden | ausgeschieden | ausgeschieden | 18   |

### Leichtathletik
Laufen und Gehen
| Athleten      | Wettbewerb | Vorlauf | Vorlauf | Halbfinale    | Halbfinale    | Finale        | Finale        | Rang |
| Athleten      | Wettbewerb | Zeit    | Rang    | Zeit          | Rang          | Zeit          | Rang          | Rang |
| ------------- | ---------- | ------- | ------- | ------------- | ------------- | ------------- | ------------- | ---- |
| Frauen        |            |         |         |               |               |               |               |      |
| Patricia Taea | 100 m      | 12,47 s | 3       | ausgeschieden | ausgeschieden | ausgeschieden | ausgeschieden | 14   |
| Männer        |            |         |         |               |               |               |               |      |
| Patrick Tuara | 100 m      | 11,72 s | 8       | ausgeschieden | ausgeschieden | ausgeschieden | ausgeschieden | 28   |

### Schwimmen
| Athleten      | Wettbewerb    | Vorlauf | Vorlauf | Halbfinale    | Halbfinale    | Finale        | Finale        | Rang |
| Athleten      | Wettbewerb    | Zeit    | Rang    | Zeit          | Rang          | Zeit          | Rang          | Rang |
| ------------- | ------------- | ------- | ------- | ------------- | ------------- | ------------- | ------------- | ---- |
| Frauen        |               |         |         |               |               |               |               |      |
| Celeste Brown | 50 m Freistil | 29,36 s | 7       | ausgeschieden | ausgeschieden | ausgeschieden | ausgeschieden | 54   |
| Männer        |               |         |         |               |               |               |               |      |
| Zachary Payne | 50 m Freistil | 25,26 s | 8       | ausgeschieden | ausgeschieden | ausgeschieden | ausgeschieden | 41   |

### Segeln
Fleet Race
| Athleten        | Wettbewerb   | Qualifikation | Qualifikation | Medal Race    | Medal Race    | Punkte | Rang |
| Athleten        | Wettbewerb   | Punkte        | Rang          | Punkte        | Rang          | Punkte | Rang |
| --------------- | ------------ | ------------- | ------------- | ------------- | ------------- | ------ | ---- |
| Frauen          |              |               |               |               |               |        |      |
| Helema Williams | Laser Radial | 380           | 41            | ausgeschieden | ausgeschieden | 380    | 41   |